# MAERZ (Künstlervereinigung)
MAERZ ist eine Linzer österreichische Künstlervereinigung.

## Geschichte
Gegründet wurde sie 1913 von Franz Brosch, Klemens Brosch, Franz Sedlacek, Anton Lutz und Heinz Bitzan, die sich damit vom Oberösterreichischen Kunstverein abspalteten. Dieser, von Adalbert Stifter mitbegründet, wurde als zu schwerfällig und konservativ empfunden. Später in der Zwischenkriegszeit traten Künstler wie etwa Alfred Kubin, Herbert Bayer, Vilma Eckl, Matthias May und Franz von Zülow der Vereinigung bei. Nach dem Anschluss Österreichs an das nationalsozialistische Deutschland wurde die Vereinigung 1939 verboten.
1952 folgte die Neugründung unter der Präsidentschaft von Egon Hofmann, der dieses Amt bereits von 1921 bis 1939 innehatte. Es wurden ohne eigenes Lokal Ausstellungen, Konzerte und Lesungen kontinuierlich und über die Grenzen hinweg organisiert, u. a. mit Bildhauern wie Richard Serra oder Daniel Spoerri, bis es 1968 gelang, endlich eine eigene Stätte im Zentrum von Linz zu finden:
Die Galerie MAERZ am Linzer Taubenmarkt war bis Ende 2003 die Adresse für ein kontinuierliches Programm und ein Forum für neue Bewegungen in allen Sparten der Kunst. 2003 übersiedelte die Künstlervereinigung in die Räumlichkeiten der ehemaligen Linzer Volksküche (Eisenbahngasse 20).

## Programm
Der Name MAERZ bezieht sich auf damalige Vorstellungen des ver sacrum, eines Heiligen Frühlings, der Neubeginn und Aufbruch symbolisiert.
Die Vereinigung umfasst Bildende Kunst, Architektur, Literatur und Musik. Im Bereich der Literatur konzentriert sie sich heute auf formbestimmte Literatur.

## Präsidenten
- Maler Alfred Pöll (1921), erster Präsident
- Maler Egon Hofmann (1921–1934)
- Maler Hans Pollack (1934 bis zur Auflösung 1938)[2]
- 1939 bis 1952 war die Künstlervereinigung aufgelöst
- Maler Egon Hofmann (1952–1953)
- Architekt und Steinmetzmeister Karl Vornehm (1954 bis 1956)
- Bildhauer Walter Ritter (1956 bis 1957)[3]
- Architekt Fritz Fanta (1960–1963)
- Architekt Karl Rebhahn (1964–1970)
- Plastiker Helmuth Gsöllpointner (1971–1976)
- Architekt August Kürmayr (1976–1977)
- Textilkünstler Fritz Riedl (1978–1980)
- Maler Ewald Walser (1981–2003)
- Maler Gerhard Brandl (2003–2006)
- Fotokünstlerin Beate Rathmayr (2007–2010)
- Architekt Peter Sommerauer (2011–2021)[4]
- Bildhauer Rainer Nöbauer-Kammerer (seit 2021)

## Mitglieder seit 1913(Auswahl; Klammerwert ist das Beitrittsdatum)

### A
Friedrich Achleitner (1972) – Reinhard Adlmannseder (1971) – Helga Michie (geb. Aichinger, 1970) – Ilse Aichinger (1955) – Frieda Altmann-Harms – Anatole Ak (1994) – Elisa Andessner (2012) – Iris Andraschek-Holzer (2008) – Armin Andraschko (2001) – Robert Angerhofer (1926) – Hans Arndt – Sepp Auer (1977) – Reinhold Aumaier (1976)

### B
Laurien Bachmann (2019) – Mauriz Balzarek – Veronika Barnas (2010) – Heimrad Bäcker (um 1970) – Christian Bartel (1990) – Rudolf Baschant (1952 bis 1955) – Josef Bauer (1969) – Herbert Bayer (1929 bis 1985) – Gabriele Berger (1992) – Margret Bilger (1952 bis 1971) – Martin Bischof (2017) – Heinz Bitzan (Heinrich Bitzan, 1913) – Markus Bless (1999) – Tassilo Blittersdorff (1994) – Gerhard Brandl (1996) – Stefan Brandmayr (2019) – Stefan Brandtmayr (1987) – Dietmar Brehm (1973) – Hans Joachim Breustedt – Franz Brosch (1913) – Klemens Brosch (1913 bis 1917) – Hellmut Bruch (1989) – Sam Bunn (2019) – Wolfgang Böhm (1988)

### C
Franz C. Carhaun (1959) – Waltraut Cooper (1980 bis ?) – Franz Josef Czernin (1987) – Claudia Czimek (2010)

### D
Fridolin Dallinger (1968) – Wolfgang Denk (1973) – Josef Franz  Dex (1926) – Johannes Deutsch (1994) – Inge Dick (1986) – Klaus Dickbauer (1999) – Martin Dickinger (2007) – Peter Dimmel (1953) – Herbert Dimmel (1952 bis 1980) – Oliver Dorfer (1990) – Norbert Drienko – Claudia Dworschak (2010)

### E
Walter Ebenhofer (1994) – Gottfried Ecker (1998) – Vilma Eckl (1922) – Erich Eder de Lastra – Otto Edlinger (1989) – Herbert Egger (2001) – Herbert Eisenreich – Sibylle Ettengruber (2010) – Valie Export (1979)

### F
Fritz Fanta – Rudolf Feischl (1923) – Kristian Fenzl (1983) – Mary Fernety (2005) – Karin Fisslthaler (2010) – Angela Flam (2011) – Petra Fohringer (2009) – Gabriele Folz-Friedl (1987) – Hans Heinrich Formann (1964) – Franzobel (1994) – Hermann Friedl – Gerhard Frömel (1982) – Siegfried A. Fruhauf (2005) – Wolfgang Fuchs (2012)

### G
Heinz Bruno Gallée – Siegwald Ganglmair (1978) – Anselm Glück (1975) – Waltraud Goffitzer-Thalhammer (1974) – Michael Goldgruber (2007) – Gregor Graf (2005) – Karl Grausgruber (2001) – Alfred Grubbauer (2001) – Harald Gsaller (1994) – Walter Gschwandtner (1984) – Helmuth Gsöllpointner (1966) – Reinhard Gupfinger (2012) – Gottfried Gusenbauer (2008) – Klaus Gölz (2014)

### H
Rudolf Haas (1989) – Alfred Haberpointner (1992) – Stephanselm Tancred Hadwiger (2006) – Otto Hainzl (2016) – Karl Haselmayr-Fernstein – Karl Heinz Hattinger (1952, 1978) – Karl Hauk (1923 bis 1963) – Johann Hazod (1929 bis 1981) – Michael Hazod (2012) – Marlen Haushofer – Manfred Hebenstreit (1986) – Grete von Hebra – Heinrich Heidersberger (1931) – Stefan Heizinger (2012) – Max Hirschenauer – Bodo Hell (1994) – Christoph Herndler (1994) – Bernhard Hermann (1995) – Norbert W. Hinterberger (1983) – Max Hirschenauer – Franz Hitz (1983) – Karl Hochgatterer (1963) – Louis Hofbauer (1928 bis 1935) – Karin M. Hofer (2010) – Christine Hoffmann (1999) -Egon Hofmann (1921 bis 1972) – Rudolf Hoflehner – Gottfried Höllwarth (1979) – Dagmar Höss (2001) – Klaus Hollinetz (1990) – Florian Huber (2009) – Peter Huemer (1975) Christian Hutzinger (2006)

### I
Paul Ikrath (1921 bis 1970)

### J
Olga Jäger (Jaeger) – Horst M. Jaritz (1999) – Sabine Jelinek (2012) – Susi Jirkuff (2014)

### K
Günter Kahowez – Franz Kain (um 1970) – Norio Kajiura (1988) – Karl Kaltenbacher (1987) – Irmgard Kapeller (2001) – Ines Kargel (1999) – Walter Kasten – Daniel Katzinger (2009) – Anton Kehrer (2005) – Christa Kempf (2006) – Hans Kienesberger (1986) – Wolfgang Kirchmayr (1970) – Elisabeth Kiss-Ecsegi (1963) – Richard Kittler (um 1970) – Gerhard Knogler (1971) – Helen Knopp-Rupertsberger (1982) – Hanns Kobinger (1921) – Tina Kofler (Albertina Kofler, 1922) – Demeter Koko (1926 bis 1929) – Rudolf Kolbitsch (1953 bis 2003) – Helmut Kortan (1953) – Peter Kraft(1974) – Peter Kraml (1973) – Augustinus Franz Kropfreiter (um 1970) – Thomas Kröswang (1994) – Alfred Kubin (1923 bis 1959) – Peter Kubovsky – August Kürmayr – Friedrich Kurrent (1971) – Sibylle Küblböck (2006) – August Kürmayr (1970)

### L
Katharina Lackner (2009) – Kurt Lackner (2005) – Roland C. Langitz (1994) – Michael Lauss (2001) – Karl Leller – Fritz Lichtenauer (1972) – Hans Georg Liebl (1982) – Klaus Liedl (1978) – Alois Lindenbauer (1999) – Josef Linschinger (1982) – Gerhart Lohner – Grete Lohner-Fingerlos – Hubert Lobnig (2008) – Anestis Logothetis (1980 bis 1994) – Anton Lutz (1913)

### M
Pepi Maier (2005) – Manfred Makra (1986) – Thomas Mark (2004) – Matthias May (1921 bis 1923) – Paula May (geb. Pillesmüller, 1921) – Konrad Meindl (1935) – Sonja Meller (2014) – Martin K. Menzinger (2011) – Gerlinde Miesenböck (2009) – Stefan Mittböck-Jungwirth (2006) – Robert Mittringer (1989) – Makoto Miura (1979) – Hans Mooser (1926) – David Moses (2014) – Gotthard Muhr (1966) – Gerhard Müllner (1989) – Adolf Mutter (1930)

### N
Hans Gösta Nagl (1935) – Oskar Nerud – Josef Neukirch (1926) – Ulrike Neumaier (2001) – Hermann Neumann – Florian Neuner (2005) – Fanny Newald (Franziska Newald, 1925) – Brigitte Nitsch und Christian Nitsch (1990, Künstlergruppe Nitsch, Zipko) – Josef Nöbauer (1982) – Gottfried Nobl – Rainer Noebauer-Kammerer (2014) – Georg Nussbaumer (1992)

### O
Sun Li Lian Obwegeser (2014) – Bernd Oppl (2010) – Alfons Ortner – Laurids Ortner (1975)

### P
Margit Palme (1962) – Margarete Pausinger (1922) – Josef Pausch (1999) – Gustav Peichl (1970) – Irmgard Perfahl (1953) – Josef Perfler (1992) – Marga Persson auch Margarete Petrascheck-Persson (1978) – Anton Peschka (1923) – Alfred Peschek (um 1970) – Andrea Pesendorfer (2006) – Ottmar Pfaffenbichler – Arnold Pichler (1999) – Monika Pichler (2003) – Mercè Picó-Kirchmayr (1975) – Beverly Piersol (1988) – Walter Pilar (1988) – Heide Pirklbauer-Voitl (1975) – Elisabeth Plank (2008) – Herbert Ploberger – Ronald Pohl (2003) – Alfred Poell (1921) – Rudolf Pointinger (2001) – Hans Pollack (1913 bis 1968) – Günter Praschak (1972) – Martin Praska (1996) – Doris Prlic (2010) – Claus Prokop (2006) – Thomas Pühringer (1966)

### R
Josef Ramaseder (2009) – Beate Rathmayr (2003) – Josef Raukamp – Karl Rebhahn – Reinhold Rebhandl (1992) – Carl Anton Reichel – Klaus Reisinger (1969) – Erwin Reiter (1971) – Andreas Reiter Raabe (2014) – Louis Resch – Alois Riedl (1975) – Fritz Riedl (1977) – Isa Riedl (2005) – Priska Riedl (2003) – Walter Ritter – Albert Ritzberger (1914 bis 1915) – Adelhard Roidinger (1978) – Günter Rombold (1966) – Mario Rosivatz (1999) – Erika Rössing und Karl Rössing (1969 bis 1987) – Mia Rott

### S
Otto Saxinger (1998) – Berend Schabus (1994) – Herbert Schager (1984) – Leo Schatzl (2014) – Pia Schauenburg (2007) – Martin Scheiber (1987) – Klaus Scheuringer (2010) – Helmut Schiff – Franz Schleiß – Emilie Schleiß – Ludwig A. Schmalhofer (1931) – Ferdinand Schmatz (1987) – Franz Schmuckenschläger – Christine Schöpf (1982) – Robert Schollum – Johannes Schreiber (1953) – Julius Schulte – Julian Schutting (1975) – Ludwig Schwarzer – Norbert Schweizer (1990) – Wilhelm Schwind (1975) – Franz Sedlacek (1913) – Stephan Seidler (1952 bis 1966) – Edda Seidl-Reiter (1979) – Waltraud Seidlhofer (1969) – Günther Selichar (1989) – Richard Serra – Gustav Simon – Christian Sery (1987) – Stephen Sokoloff (2014) – Peter Sommerauer (2001) – Emy Sommerhuber (1932) – Lisa Spalt (2003) – Louise Spannring – Ingo Springenschmid (2005) – Daniel Spoerri – Kurt Spurey (1990) – Hans Stadlmair (1965) – Robert Stähr (1994) – Christian Steinbacher (1987) – Rudolf Steinbüchler – Karl von Stern (1922) – Wolfgang Stifter (1970) – Erika Stocker-Micheli (1979) – Johannes Strasser (1999) – Siegfried Strasser (1966) – Hans Strigl (1929 bis 1956) – Martin Sturm (2012) – Arthur Sturmberger – Viktor Svoboda – Karo Szmit (2010)

### T
Johann Julian Taupe (1994) – Paul Theer – Norbert Trawöger (2011) – Fumiko Tsushida (1987) – Franz Tumler

### U
Robert Urmann (1972)

### V
Katja Vassilieva (1999) – Waltrud Viehböck (1974) – Walter Vopava (1982) – Karl Vornehm

### W
Aloys Wach (1922 bis 1940) – Eugen Wachberger – Adolf Wagner von der Mühl (1923) – Ernst Wagner – Friedrich Wagner (1977) – Ulrich Waibel (1994) – Manfred Wakolbinger (1987) – Doris Walaschek (1984) – Ewald Walser (1975) – Brigitte Wasmeyer (1972) – Johannes Wegerbauer (1984) – Manfred Paul Weinberger (1999) – Verena Welten-von Arb (2002) – Udo Wid (1986) – Alexander Wied (1971) – Gertrud Wimmer-Brunner – Andrea Winkler (2008) – Walter Wippersberg (1983) – Elisabeth Wörndl (2009) – Hans Wunder – Alfred Würl

### Z
Hansjörg Zauner (1987) – Othmar Zechyr (1978 bis 1996) – Gerharde Zipko (1990, Künstlergruppe Nitsch, Zipko) – Franz von Zülow (1936 bis 1963).